# کهنگان
کهنگان، روستایی از توابع بخش پادنا علیا شهرستان سمیرم در استان اصفهان ایران است. کهنگان(کُهن گان) روستایی واقع در منطقه بخش پادنا علیا شهرستان سمیرم می‌باشد؛ که قدمتی حداقل ۴۰۰۰ساله دارد و احتمالا همان کنگ دژ شاهنامه واوستا میباشد چراکه تپه ای مشرف به این روستا وجود دارد که آنرا تل کیخسرو نامند .
روستای کهنگان یکی از بزرگترین روستای بخش پادنا می‌باشد. و این روستا بین دو رودخانه زیبا با نام‌های مار بر و آب گرم قرار دارد. بقعه امامزاده پیر داوود در این روستا واقع شده است. این روستا دارای غار زیبایی و همچنین کنده کاری‌های بسیار قدیمی به نام اشکفت (شکفت)که دارای چندین اتاقک کوچک و بزرگ و دریچه های رابط این اتاق ها که البته ریش سفیدان روستا گواه میدهن که این شکفت خیلی بزرگ تر بوده بر اثر زلزله ریزش کرده و حالا کوچک شده در کنار غار وجود دارد که نشان از قدمت زیاد این روستا دارد. عمده محصول این روستا سیب می‌باشد ولی گردو، بادام، آلو و … نیز دارا می‌باشد. مردمی یک دست و متحدی دارد که تمام تلاششان آبادانی محل سکونتشان است. مردمی خونگرم و بسیار مهمان نواز. 
پرواز «تهران - یاسوج» ساعت ۸ صبح 29 بهمن 96 بعد از ۵۰ دقیقه از آغاز پرواز، از ص‍فحه رادار محو شد و در محدودهٔ این روستا سقوط کرد. در این پرواز ۶۰ مسافر و ۶ خدمه حضور داشتند. این هواپیما در ارتفاع حدودا ۴ هزار متری کوه دنا در حوالی مسیر سمیرم به یاسوج سقوط کرده‌است. روستای «کهنگان» از جمله مناطق نزدیک به محله این حادثه در استان اصفهان است.ایسنا

## روستاهای مجاور
پس از گذر از این روستا به روستاهای ده بزرگ، تل محمد، ذبیح آباد، قاسملو، دنگزلو و روستای نقل می‌رسید و مناظر زیبای کوه دنا، باغات سیب، برف‌های دائمی کوه دنا و غار دنگزلو از جاذبه‌های بعد از این روستا می‌باشد.

## جمعیت
این روستا در دهستان پادنا علیا قرار دارد.
جمعیت جوان روستا زیاد می‌باشد که همه دارای تحصیلات عالی دانشگاهی می‌باشند که در شهرهای بزرگ مشغول به فعالیت هستند؛ و براساس سرشماری مرکز آمار ایران در سال ۱۳۸۵، جمعیت آن ۱۲۵۴ نفر (۲۵۶ خانوار) بوده‌است.